# Fotogalerie Friedrichshain

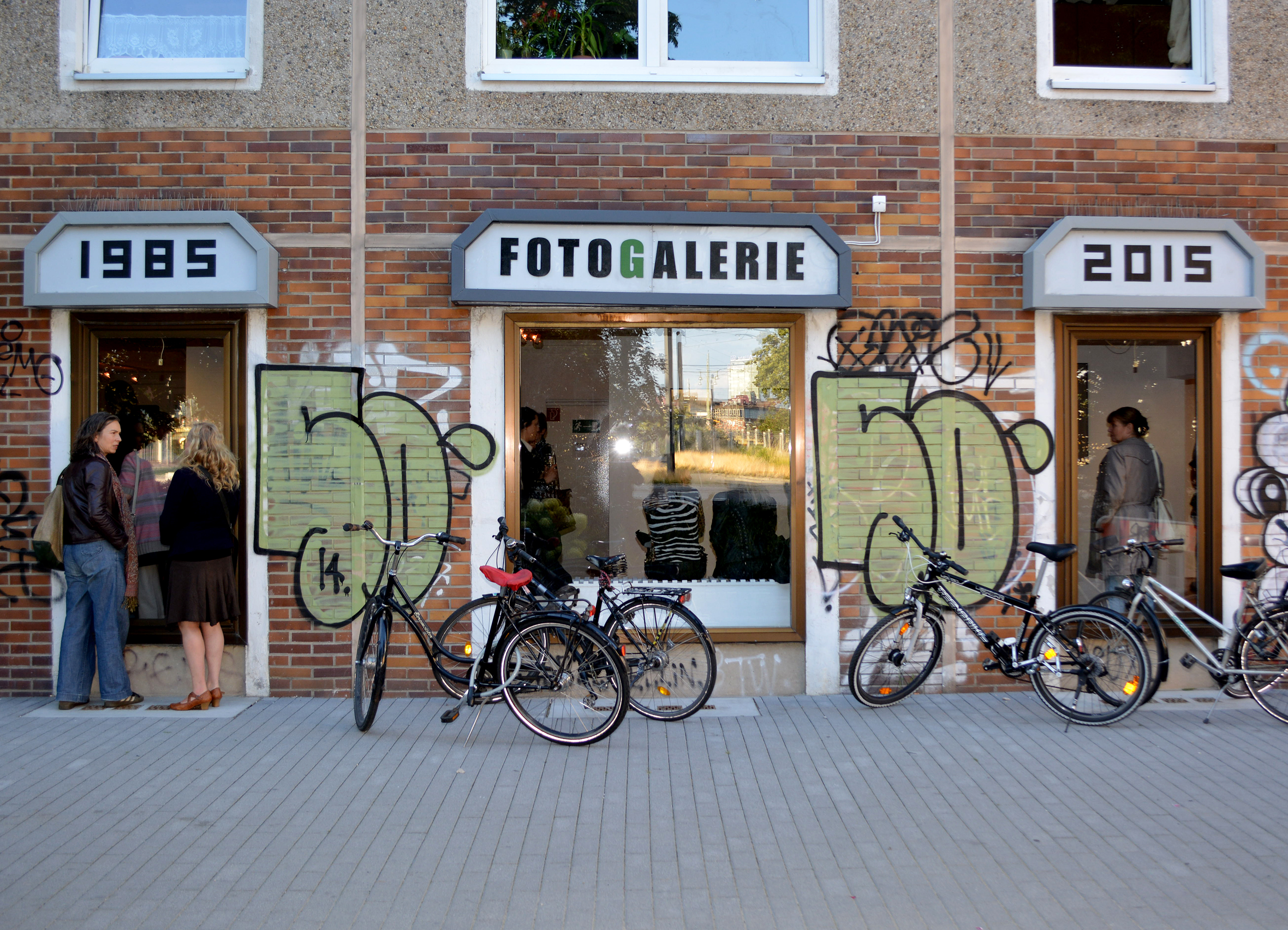
Frontansicht der Fotogalerie Friedrichshain; Helsingforser Platz 1

Die Fotogalerie Friedrichshain ist die älteste kommunale Fotogalerie Berlins. Bei ihrer Gründung im Jahre 1985 war sie die erste Galerie in der DDR, die sich ausschließlich dem Medium der Fotografie widmete. Noch heute befindet sie sich am Helsingforser Platz 1 in Berlin-Friedrichshain, unweit des S-Bahnhofs Warschauer Straße, und wird seit 2002 vom Kulturring in Berlin e.V. betrieben. Der Schwerpunkt liegt auf sozialdokumentarischer, engagierter Fotografie.

## Geschichte

### 1981–1984 (Planungsphase)
Bereits einige Jahre vor der Eröffnung gab es konkrete Pläne für eine Fotogalerie in der damaligen DDR. Nach dem Studium beschlossen die Berliner Kunstwissenschaftler Ralf Herzig, der als freiberuflicher Fotograf arbeitet, und Ulrich Domröse, der gegenwärtig die Fotosammlung der Berlinischen Galerie leitet, dem künstlerischen Aspekt der Fotografie einen dauerhaften Ausstellungsort zu geben. Es waren nicht nur langwierige Verhandlungen, sondern mehrjährige konzeptionelle Arbeit zu künstlerischen Inhalten, zu Architektur und Ausgestaltung der Räumlichkeiten, die der Gründung vorangingen. Auf Beschluss des Magistrats von Berlin (Ost) gab der Stadtbezirk Friedrichshain, Abteilung Kultur, seine Zustimmung, die geplante Stadtbezirksgalerie (Neubau) als Fotogalerie zu betreiben.

### 1985–1989
Am 28. August 1985 wurde die Galerie am Helsingforser Platz mit einer Ausstellung von Nachkriegsfotografien von Richard Peter eröffnet. Da war Ralf Herzig schon nicht mehr dabei, weil er als politisch unsicher eingestuft wurde, und deshalb keine vollwertige Anstellung bekam. Auch Ulrich Domröse brach nach den ersten vier von ihm konzipierten Ausstellungen wegen inhaltlicher Differenzen den Kontakt mit der Galerie ab.
Dennoch erfreute sich die Fotogalerie mit ihren mehr als 200 m² Ausstellungsfläche und dem angeschlossenen Café von Anfang an regen Zuspruchs – bis zu 50.000 Besucher pro Jahr belegen den damaligen Stellenwert. Der frühe Erfolg ist vor allem den Fotografen selbst zu verdanken, die sich für die Fotogalerie engagierten. Im Beirat der Galerie waren besonders aktiv Roger Melis, Peter Leske und der Publizist Wolfgang Kil.

### 1990–2002
In den frühen 1990er Jahren strömten durch die Öffnung der Grenzen verstärkt westdeutsches und internationales Publikum und Fotografen in die Galerie, Größen wie Sebastião Salgado oder Gordon Parks stellten aus. Die Wendezeit führte in ihrem weiteren Verlauf jedoch zu erheblichen finanziellen Schwierigkeiten des Bezirks Friedrichshain und somit auch der Galerie. Der Versuch, durch Gründung eines Fördervereins im Jahre 1993 den Wegfall kommunaler Gelder zu kompensieren, war nur bedingt erfolgreich. Trotzdem gelang es, die Öffnung jederzeit zu gewährleisten und die Qualität der Ausstellungen aufrechtzuerhalten. Als der Förderverein sich 1999 auflöste, drohte angesichts des stark gewachsenen Kulturangebots in Berlin und weiterer kommunaler Einsparungen das Aus.

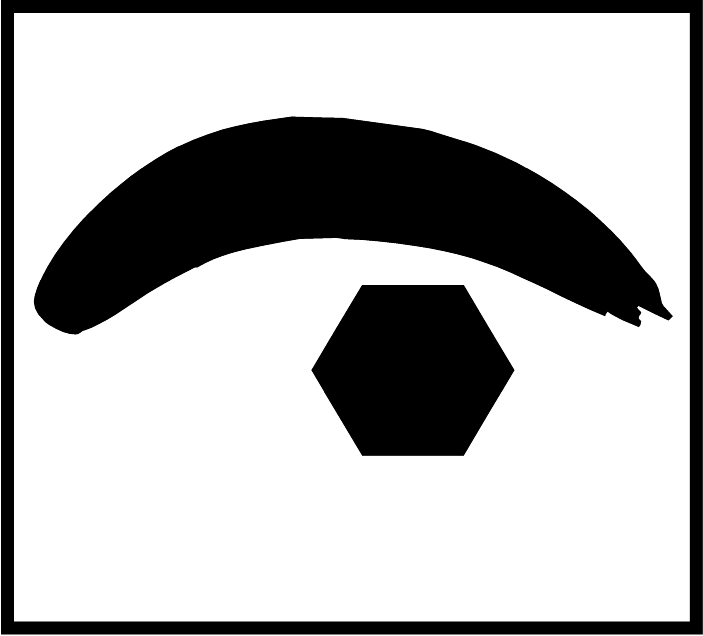
Logo der Fotogalerie

### 2002 bis heute
Nachdem Angebote von Fotografen und Fotoenthusiasten, die Einrichtung in Eigenregie fortzuführen, scheiterten, ging der Bezirk im Jahre 2001 eine Kooperation zur Erhaltung der Fotogalerie mit dem Kulturring in Berlin e.V. ein. Der Verein übernahm ein Jahr später die alleinige Trägerschaft und hält bis heute die Tradition und den gemeinnützigen Geist der Fotogalerie Friedrichshain aufrecht. Einzelausstellungen etablierter Fotografen wechseln sich ab mit talentierten Nachwuchsfotografen und Gruppenausstellungen zu bestimmten Themen.
Im August 2015 feierte die Fotogalerie Friedrichshain ihr dreißigjähriges Bestehen mit einer großen Rückschau auf ihr bisheriges Wirken. Neben zahlreichen Fotografen, die die Galerie und auch die Fotografie maßgeblich geprägt haben, kehrte auch Mitbegründer Ralf Herzig zum ersten Mal offiziell in die Galerie zurück.

## Künstler (Auswahl)
| - Sibylle Bergemann - Imogen Cunningham - Tina Modotti - Helga Paris - Evelyn Richter - Eva Siao - Ann-Christine Jansson - Cecil Beaton | - Dietmar Bührer - Arno Fischer - Eugen Heilig - Harald Hauswald - Sven Marquardt - Roger Melis - Ute Mahler - Werner Mahler | - Gordon Parks - Richard Peter - Willy Römer - Sebastião Salgado - Rudolf Schäfer - Jindřich Štreit - Ulrich Wüst |

## Veröffentlichungen
- Fotogalerie Friedrichshain – Geschichte(n), Bilder, Ausstellungen, Kulturring in Berlin e.V., 2010; ISBN 978-3-9812995-7-1